# Vuelta a Peru
Die Vuelta a Peru ist ein Straßenradsportwettbewerb in Peru, der als Etappenrennen veranstaltet wird.

## Geschichte
2005 wurde das Etappenrennen ins Leben gerufen. Organisiert wird die Rundfahrt vom Radsportverband Perus.

## Sieger
- 2005  Jorge Rios
- 2007  Jorge Giacinti
- 2015  César Gárate
- 2016  André Gonzales
- 2017  Alain Quispe
- 2018  Javier Arando
- 2019  Royner Navarro
- 2020–2022 nicht ausgetragen